# 1. deild kvinnur (2006)
W roku 2006 odbyła się 22. edycja 1. deild kvinnur – pierwszej ligi piłki nożnej kobiet na Wyspach Owczych. W rozgrywkach wzięło udział 8 klubów z całego archipelagu. Tytułu mistrzowskiego broniła drużyna KÍ Klaksvík, zdobywając go ponownie po raz ósmy w swojej historii.
Połowa drużyn z rundy wstępnej wchodziła do rundy finałowej, druga zaś połowa do spadkowej. Mistrz Wysp Owczych dostawał prawo do gry w Pucharze UEFA Kobiet, a dwie ostatnie drużyny z rundy spadkowej zostały relegowane do niższej ligi.

## Uczestnicy
| Uczestnicy 1. deild kvinnur 2005                                                                              | Uczestnicy 1. deild kvinnur 2005 | Uczestnicy 1. deild kvinnur 2005 | Uczestnicy 1. deild kvinnur 2005 |
| --- | -------------------------------- | -------------------------------- | -------------------------------- |
| KÍ | KÍ Klaksvík                      | 1                                |                                  |
| B36 | B36 Tórshavn                     | 2                                |                                  |
| GÍ | GÍ Gøta                          | 3                                |                                  |
| AB | AB Argir                         | 4                                |                                  |
| EBS | EB/Streymur                      | 5                                |                                  |
| Awans z 2. deild kvinnur 2005                                                                                 |                                  |                                  |                                  |
| HB | HB Tórshavn                      |                                  |                                  |
| NSÍ | NSÍ Runavík                      |                                  |                                  |
| SÍ | SÍ Sørvágur                      |                                  |                                  |
| Oznaczenia: - kolumna pierwsza – skróty nazw drużyn, - kolumna trzecia – miejsce zajęte w poprzednim sezonie. |                                  |                                  |                                  |

## Rozgrywki

### Faza wstępna

#### Tabela ligowa
| Lp. | Drużyna      | M  | Z  | R | P  | Bramki | Bramki | Różn. | Pkt | Uwagi                     | ½    |
| --- | ------------ | -- | -- | - | -- | ------ | ------ | ----- | --- | ------------------------- | ---- |
| 1   | KÍ Klaksvík  | 14 | 14 | 0 | 0  | 79     | 10     | +69   | 42  | Wejście do fazy finałowej | (21) |
| 2   | AB Argir     | 14 | 8  | 2 | 4  | 39     | 29     | +10   | 26  | Wejście do fazy finałowej | (13) |
| 3   | GÍ Gøta      | 14 | 8  | 1 | 5  | 51     | 28     | +23   | 25  | Wejście do fazy finałowej | (13) |
| 4   | EB/Streymur  | 14 | 7  | 0 | 7  | 20     | 26     | −6    | 21  | Wejście do fazy finałowej | (11) |
| 5   | B36 Tórshavn | 14 | 6  | 1 | 7  | 28     | 26     | +2    | 19  | Wejście do fazy spadkowej | (10) |
| 6   | NSÍ Runavík  | 14 | 5  | 2 | 7  | 33     | 43     | −10   | 17  | Wejście do fazy spadkowej | (9)  |
| 7   | SÍ Sørvágur  | 14 | 3  | 2 | 9  | 17     | 27     | −10   | 11  | Wejście do fazy spadkowej | (6)  |
| 8   | HB Tórshavn  | 14 | 1  | 0 | 13 | 7      | 85     | −78   | 3   | Wejście do fazy spadkowej | (2)  |

#### Wyniki spotkań
| Gospodarz \ Gość | AB  | B36 | EBS | GÍ  | HB   | KÍ   | NSÍ | SÍ  |
| AB Argir         |     | 2:1 | 2:0 | 4:2 | 12:1 | 2:7  | 5:1 | 2:0 |
| B36 Tórshavn     | 4:1 |     | 3:1 | 2:0 | 4:0  | 1:3  | 1:2 | 0:1 |
| EB/Streymur      | 2:0 | 2:1 |     | 3:0 | 3:0  | 1:2  | 2:0 | 2:1 |
| GÍ Gøta          | 2:2 | 3:1 | 3:0 |     | 13:0 | 0:4  | 4:2 | 4:0 |
| HB Tórshavn      | 2:3 | 0:4 | 1:0 | 0:6 |      | 0:8  | 2:7 | 0:3 |
| KÍ Klaksvík      | 4:0 | 7:1 | 9:0 | 7:3 | 11:1 |      | 5:1 | 1   |
| NSÍ Runavík      | 1:2 | 2:2 | 3:2 | 1:3 | 9:0  | 0:12 |     | 2:2 |
| SÍ Sørvágur      | 2:2 | 2:3 | 1:2 | 2:8 | 2:0  | 1    | 1:2 |     |

Aktualne na 13 maja 2015. Źródło: FaroeSoccer.com
Objaśnienia:
1Drużyna gospodarzy jest wymieniona po lewej stronie tabeli.
Kolory: zielony – zwycięstwo gospodarzy, żółty – remis, różowy – zwycięstwo gości.
Objaśnienia:
1. KÍ Klaksvík przyznano bezbramkowe zwycięstwo walkowerem.

### Faza finałowa

#### Tabela ligowa
| Lp. | Drużyna         | M | Z | R | P | Bramki | Bramki | Różn. | Pkt | Uwagi                       |
| --- | --------------- | - | - | - | - | ------ | ------ | ----- | --- | --------------------------- |
| 1   | KÍ Klaksvík (M) | 6 | 4 | 1 | 1 | 33     | 9      | +24   | 34  | Puchar UEFA • Runda grupowa |
| 2   | GÍ Gøta         | 6 | 3 | 1 | 2 | 11     | 11     | 0     | 23  |                             |
| 3   | AB Argir        | 6 | 3 | 0 | 3 | 8      | 17     | −9    | 22  |                             |
| 4   | EB/Streymur     | 6 | 1 | 0 | 5 | 7      | 22     | −15   | 14  |                             |

Drużynom przyznano dodatkowo połowę punktów zdobytych w fazie wstępnej.

#### Wyniki spotkań
| Gospodarz \ Gość | AB   | EBS  | GÍ  | KÍ  |
| AB Argir         |      | 2:1  | 0:1 | 3:2 |
| EB/Streymur      | 0:2  |      | 4:0 | 1:5 |
| GÍ Gøta          | 3:0  | 3:1  |     | 2:2 |
| KÍ Klaksvík      | 10:1 | 10:0 | 4:2 |     |

Aktualne na 13 maja 2015. Źródło: FaroeSoccer.com
Objaśnienia:
1Drużyna gospodarzy jest wymieniona po lewej stronie tabeli.
Kolory: zielony – zwycięstwo gospodarzy, żółty – remis, różowy – zwycięstwo gości.

### Faza spadkowa

#### Tabela ligowa
| Lp. | Drużyna         | M | Z | R | P | Bramki | Bramki | Różn. | Pkt | Uwagi              |
| --- | --------------- | - | - | - | - | ------ | ------ | ----- | --- | ------------------ |
| 1   | B36 Tórshavn    | 6 | 5 | 0 | 1 | 37     | 3      | +34   | 25  |                    |
| 2   | NSÍ Runavík     | 6 | 5 | 0 | 1 | 21     | 8      | +13   | 24  |                    |
| 3   | SÍ Sørvágur (S) | 6 | 1 | 0 | 5 | 7      | 23     | −16   | 9   | Spadek do 2. deild |
| 4   | HB Tórshavn (S) | 6 | 1 | 0 | 5 | 7      | 38     | −31   | 5   | Spadek do 2. deild |

Drużynom przyznano dodatkowo połowę punktów zdobytych w fazie wstępnej.

#### Wyniki spotkań
| Gospodarz \ Gość | B36  | HB   | NSÍ | SÍ  |
| B36 Tórshavn     |      | 12:0 | 5:0 | 2:0 |
| HB Tórshavn      | 0:10 |      | 1:5 | 5:2 |
| NSÍ Runavík      | 2:1  | 6:0  |     | 5:1 |
| SÍ Sørvágur      | 1:7  | 3:1  | 0:3 |     |

Aktualne na 13 maja 2015. Źródło: RSSSF.com
Objaśnienia:
1Drużyna gospodarzy jest wymieniona po lewej stronie tabeli.
Kolory: zielony – zwycięstwo gospodarzy, żółty – remis, różowy – zwycięstwo gości.

## Najlepsi strzelcy
Nie wliczono bramek zdobytych w czasie fazy spadkowej.
| Bramki | Strzelcy                 | Drużyna      |
| ------ | ------------------------ | ------------ |
| 28     | Rannvá Andreasen         | KÍ Klaksvík  |
| 28     | Hanna Højgaard           | GÍ Gøta      |
| 23     | Vivian Bjartalíð         | KÍ Klaksvík  |
| 19     | Elin Kathrina Haraldsen  | AB Argir     |
| 18     | Malena Josephsen         | KÍ Klaksvík  |
| 16     | Kristina Eyðbjørnsdóttir | KÍ Klaksvík  |
| 9      | Olga Kristina Hansen     | AB Argir     |
| 9      | Mary-Ann Isaksen         | GÍ Gøta      |
| 7      | Heidi á Lakjuni          | NSÍ Runavík  |
| 7      | Jacoba Langgaard         | GÍ Gøta      |
| 7      | Mariann Maslyk           | KÍ Klaksvík  |
| 7      | Ása Dam á Neystabø       | B36 Tórshavn |
| 7      | Heidi Sevdal             | NSÍ Runavík  |